# Smash
För andra betydelser, se Smash (olika betydelser).

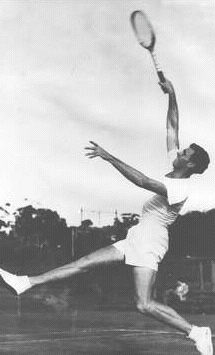
Tennisspelaren Ken McGregor slår en smash (1950-talet)

Smash används i vissa spelsituationer i bollsporter där spelarnas planhalvor åtskiljs av ett nät, exempelvis i volleyboll, tennis eller badminton. Smashen innebär att bollen ges ett extra hårt tillslag med händerna (volleyboll) eller racketen (tennis eller badminton) med syftet att "döda" bollen, det vill säga maximalt försvåra eller omöjliggöra för motståndaren att åstadkomma en retur. 
I exempelvis tennis används smashen när motståndaren tvingats slå en hög retur eller misslyckats med en lobb som blivit för kort. Smashen är ett mycket kraftigt slag där racketen svingas över huvudet och träffar bollen högt uppe i luften. Spelaren strävar att placera bollen på motståndarens planhalva så att denne inte når den för en regelrätt retur.